# Elephantodeta pinguis
Elephantodeta pinguis är en insektsart som först beskrevs av Walker, F. 1869.  Elephantodeta pinguis ingår i släktet Elephantodeta och familjen vårtbitare. Inga underarter finns listade i Catalogue of Life.